# Grenville-Sud
Pour les articles homonymes, voir Grenville.
Grenville-Sud fut une circonscription électorale fédérale de l'Ontario, représentée de 1867 à 1904.
C'est l'Acte de l'Amérique du Nord britannique de 1867 qui créa le district électoral de Grenville. La circonscription de Leeds-Nord et Grenville-Nord fut limitrophe de Grenville. Abolie en 1903, la circonscription fut intégrée dans Grenville.

## Géographie
En 1867, la circonscription de Grenville-Sud comprenait:
- Le sud du comté de Grenville

## Députés
1. 1867-1872 — Walter Shanly, CON
2. 1872-1878 — William Henry Brouse, PLC
3. 1878-1882 — John Philip Wiser, PLC
4. 1882-1885 — William Thomas Benson, CON
5. 1885-1891 — Walter Shanly, CON (2)
6. 1891-1904 — John Dowsley Reid, CON

- CON = Parti conservateur du Canada (ancien)
- PLC = Parti libéral du Canada